# Mintonia melinauensis
Mintonia melinauensis là một loài nhện trong họ Salticidae.
Loài này thuộc chi Mintonia. Mintonia melinauensis được Fred R. Wanless miêu tả năm 1984.